# Шах (група)
 Тази статия е за музикалната група.  За други значения вижте Шах.  
„Шах“ е траш метъл група в Москва, съществувала в периода 1985 – 1996 г. Това е първата руска група, свиреща в този стил. Изпълнява песните си на английски език. Продуцент на групата е бил китаристът на „Круиз“ Валерий Гаина.

## История
Групата е основана в Москва през 1985 г. На следващата година става част от Московската рок-лаборатория. В 1988 групата издава първият си демо-албум – Escape from mind, с руско название Сумасшествие. През август 1988 към крупата се присъединява Анатолий Крупнов, а същата година Шах участват като подгряваща група на концерта на Круиз в Мюнхен. През ноември 1988 в германското студио Red Line е издаден албумът Beware. Китаристът на групата Антон Гарсия става и вокалист. Албумът получава добри отзиви на запад, но по време на промоцията му възникват проблеми с немските продуценти и групата се връща в Москва. Записват няколко песни в стил арт рок. През 1991 излиза албумът Terror Collection, който съдържа стари записи от периода 1985 – 1987, плюс няколко нови парчета. Същата година участват на фестивала „Железный марш“. През 1993 е издаден албумът P.S.I.H.O, който съдържа елементи на траш метъл и алтернативен метъл. Също така е презаписан и албумът Escape from mind. През 1995 групата готви нов албум, но той не е издаден, поради липсваш договор със звукозаписна компания. Групата се разпада през 1996.

## Албуми
- Escape from mind – 1988
- Beware – 1989
- Terror collection – 1991
- P.S.I.H.O – 1993
- Escape from mind (презаписан) – 1994